# Halina Widła
Halina Maria Widła – polska filolog, dr hab. nauk humanistycznych, profesor Instytutu Językoznawstwa Wydziału Humanistycznego Uniwersytetu Śląskiego w Katowicach.

## Życiorys
W 1977 ukończyła studia filologiczne na Uniwersytecie Śląskim w Katowicach, 13 stycznia 1987 obroniła pracę doktorską Semantyka i składnia czasowników ruchu w języku francuskim i polskim. (Studium kontrastywne), 14 grudnia 1999 habilitowała się na podstawie pracy zatytułowanej Wpływ języka drugiego na język ojczysty. Ślady języka francuskiego w polszczyźnie Polaków przebywających na stałe we Francji. Ujęcie statystyczne. 25 września 2009 nadano jej tytuł profesora w zakresie nauk humanistycznych.
Została zatrudniona na stanowisku w Instytucie Języków Romańskich i Translatoryki na Wydziale Humanistycznym Uniwersytetu Śląskiego w Katowicach i przewodniczącego Polskiego Towarzystwa Neofilologicznego.
Jest profesorem  Instytutu Językoznawstwa Wydziału Humanistycznego Uniwersytetu Śląskiego w Katowicach.